# Павельцевский сельсовет (Краснополянский район)
Павельцевский сельсовет — упразднённая административно-территориальная единица, существовавшая на территории Московской губернии и Московской области до 1939 года.
Павельцевский сельсовет был образован в первые годы советской власти. По данным 1924 года он входил в состав Коммунистической волости Московского уезда Московской губернии.
23 ноября 1925 года из Павельцевского с/с был выделен Котовский с/с.
По данным 1926 года в состав сельсовета входили село Павельцево и деревня Ивакино.
В 1929 году Павельцевский с/с был отнесён к Коммунистическому району Московского округа Московской области.
27 февраля 1935 года Павельцевский с/с был передан в Дмитровский район.
13 мая 1935 года из Павельцевского с/с в Петровско-Лобановский сельсовет Красногорского района было передано селение Ивакино.
4 января 1939 года Павельцевский с/с был передан в Краснополянский район.
17 июля 1939 года Павельцевский с/с был упразднён. При этом его территория (селение Павельцево) была передана в Клязьминский с/с.